# Genti Lako
Gentian "Genti" Lako, född 1978 i Tirana, är en albansk musiker och kompositör. Lako har komponerat låten "Zemërimi i një natë", som kommer att representera Albanien i Eurovision Song Contest 2014 då den framförs av Hersiana Matmuja.
Lako föddes i Tirana 1979. Vid 6 års ålder började han studera piano. 1999 började han arbeta som producent vid Top Albania Radio där han slutade 2004. 2003 grundade han Genti Lako Studio, en musikstudio i Tirana. På 2000-talet började Lako göra musik åt kända artister och han har gjort låtar åt bland andra Besa Kokëdhima, Irma Libohova, Evis Mula, Greta Koçi, Mariza Ikonomi och Manjola Nallbani. 2007 komponerade han låten "Mall i tretur" som Mariza Ikonomi deltog i Festivali i Këngës 46 med. I finalen slutade hon 9:a med 20 poäng. 2008 gjorde han låten "Mos fol" som Amarda debuterade i Top Fest med. 2010 gjorde han Festivali i Këngës 49-bidraget "Rastësi", framförd av Xhejsi Jorgaqi. 2011 var Lako med och producerade Xhensila Myrtezajs debutbidrag i Festivali i Këngës, "Lulet mbledh për hënën". 
2012 började Lako samarbeta med sångerskan Hersiana Matmuja och låtskrivaren Jorgo Papingji. Tillsammans gjorde de bidraget "Kush ta dha këtë emër", som Matmuja slutade 3:a i Festivali i Këngës 51 med. Året därpå samarbetade trion återigen då man gjorde låten "Zemërimi i një natë" som Matmuja deltog i Festivali i Këngës 52 med. I finalen fick hon flest poäng av alla och vann därmed tävlingen.